# Лопінник Руський
Лопінник Руський (також Лопінник, Лопенник-Дольний, пол. Łopiennik Dolny) — село в Польщі, у гміні Лопенник-Гурний Красноставського повіту Люблінського воєводства. Населення — 285 осіб (2011).

## Історія
Поблизу Лопінника Руського та сусіднього села Кривого неодноразово знаходили могили воїнів, які, як вважалося, були похованнями загиблих під час битви 1282 року польського князя Лешка Чорного проти ятвягів.
1501 року вперше згадується православна церква в селі. 1526 року зведено нову церкву. За люстрацією 1564—1565 років більшість населення села становили українці. За люстрацією 1570 року належав до Красноставського староства Холмської землі.
На Варшавському сеймі 1659 року Лопінник Руський був наданий у вічне володіння підкоморію київському та українському магнатові Юрію Немиричу. Втім вже через 8 років родина Немирича передала село разом з іншими володіннями під заставу. Згідно з постановою сейму 1667 року, воно спочатку опинилося у власності родини Пражмовських, а пізніше перейшло до державного володіння. 1710 року в селі збудовано нову дерев'яну церкву.
Станом на 1827 рік було власницьким селом, налічувало 97 домів і 585 мешканців. У часи входження до Російської імперії належало до гміни гміні Лопінник Красноставського повіту Люблінської губернії. За даними етнографічної експедиції 1869—1870 років під керівництвом Павла Чубинського, у селі Лопінник Руський здебільшого проживали греко-католики, які розмовляли українською мовою. 1872 року місцева греко-католицька парафія налічувала 532 вірянина. Станом на 1884 рік у селі діяли парафіяльна православна церква, початкова школа, волосне управління та водяний млин.
Місцева українська церква знесена польською владою найімовірніше у 1938 році в рамках великої акції руйнування українських храмів на Холмщині і Підляшші. У 1943 році в селі проживало 738 українців.
У 1975—1998 роках село належало до Холмського воєводства.

## Населення
Демографічна структура станом на 31 березня 2011 року:
|          | Загалом | Допрацездатний вік | Працездатний вік | Постпрацездатний вік |
| -------- | ------- | ------------------ | ---------------- | -------------------- |
| Чоловіки | 145     | 27                 | 94               | 24                   |
| Жінки    | 140     | 26                 | 61               | 53                   |
| Разом    | 285     | 53                 | 155              | 77                   |